# Zomerwielwebspin
De zomerwielwebspin (Metellina mengei) is een spin uit de familie strekspinnen (Tetragnathidae) die in heel Europa tot Georgië wordt gevonden.
De spin wordt ongeveer 5 mm lang. De volwassenen kunnen vanaf mei tot juli worden gevonden. De soort werd eens beschouwd als een vorm van de spin Metellina segmentata, die in de lente voorkomt. M. mengei is echter veel zeldzamer dan M. segmentata. De soort is iets kleiner dan M. segmentata en kan er slechts van worden onderscheiden door de genitale kenmerken te vergelijken.